# Ola Rimstedt
Ola Rimstedt es un jugador sueco de bridge por contrato . Ola es Campeón Mundial. Jugando con su hermano gemelo Mikael Rimstedt, ganaron el Abierto Mundial de Parejas en Orlando en 2018. 

## Logros del Bridge

### Victorias
- - World Youngsters Team Championship (1) 2014
  - World Open Pairs (1) 2018